# Rudolf VII. (Baden)

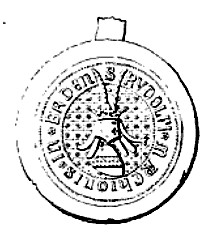
Siegel des Markgrafen Rudolf VII.

Markgraf Rudolf VII. von Baden († 1391) regierte die Markgrafschaft Baden von 1372 bis 1391 zusammen mit seinem Bruder Bernhard I. von Baden.

## Leben
Rudolf ist der Sohn von Markgraf Rudolf VI. († 21. März 1372) und Matilde von Sponheim († 1. November 1410).
Er und sein Bruder Bernhard schlossen 1380, als sie mündig waren, einen Erbschaftsvertrag, nachdem die Markgrafschaft nur im Mannesstamm in maximal zwei Teile geteilt werden darf. Rudolf VII. erhielt danach die südlichen Gebiete von Ettlingen über Rastatt nach Baden-Baden, Bernhard I. von Baden die Gebiete um Durlach und Pforzheim.
Im Jahre 1380 erhielt Rastatt von Markgraf Rudolf VII. eine neue Verfassung, die Rastatt eine weitgehende Selbstverwaltung gab. Rastatt, das einen bedeutenden Wein-, Holz und Salzmarkt hatte, bekam einen Bürgermeister und 12 Räte. Die Gerichtsbarkeit lag bei einem vom Markgrafen gestellten Amtmann, dem 12 Richter aus der Bürgerschaft zur Seite standen. Der Salzmarkt, auf den Rastatt ein Salzmonopol hatte, war so bedeutend, dass die Markgrafen von Baden-Baden am Salzgroßhandel Kapitalanteile hielten.
Rudolf VII. starb unvermählt und ohne Kinder, so dass sein Besitz an seinen Bruder zurückfiel.